# Freilichtmuseum Oberlienz
Das Freilichtmuseum Oberlienz ist ein bäuerliches Freilichtmuseum in der Osttiroler Gemeinde Oberlienz (Bezirk Lienz). Das Freilichtmuseum wurde ab 1964 als Ergänzung der bäuerlichen Sammlung von Schloss Bruck am Schleinitzgraben errichtet.
Das Freilichtmuseum Oberlienz besitzt einen technik- und wirtschaftsgeschichtlichen Schwerpunkt, wobei als erstes Objekt 1964/65 die Schmiede in das Freilichtmuseum verlegt wurde. 1969 folgten weitere Objekte. Derzeit verfügt das Freilichtmuseum über sieben bauliche Objekte.

## Objekte

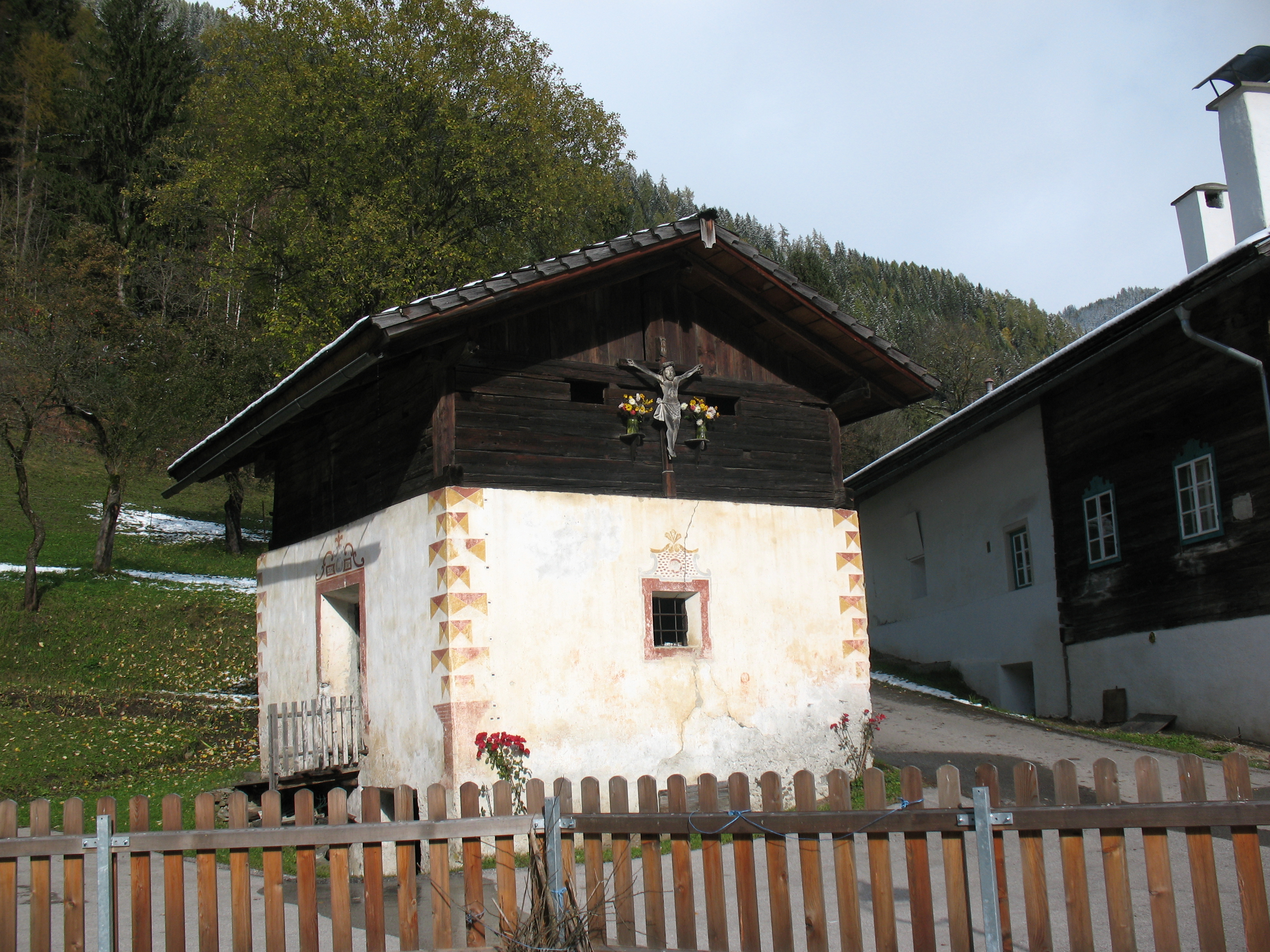
Moser-Kasten

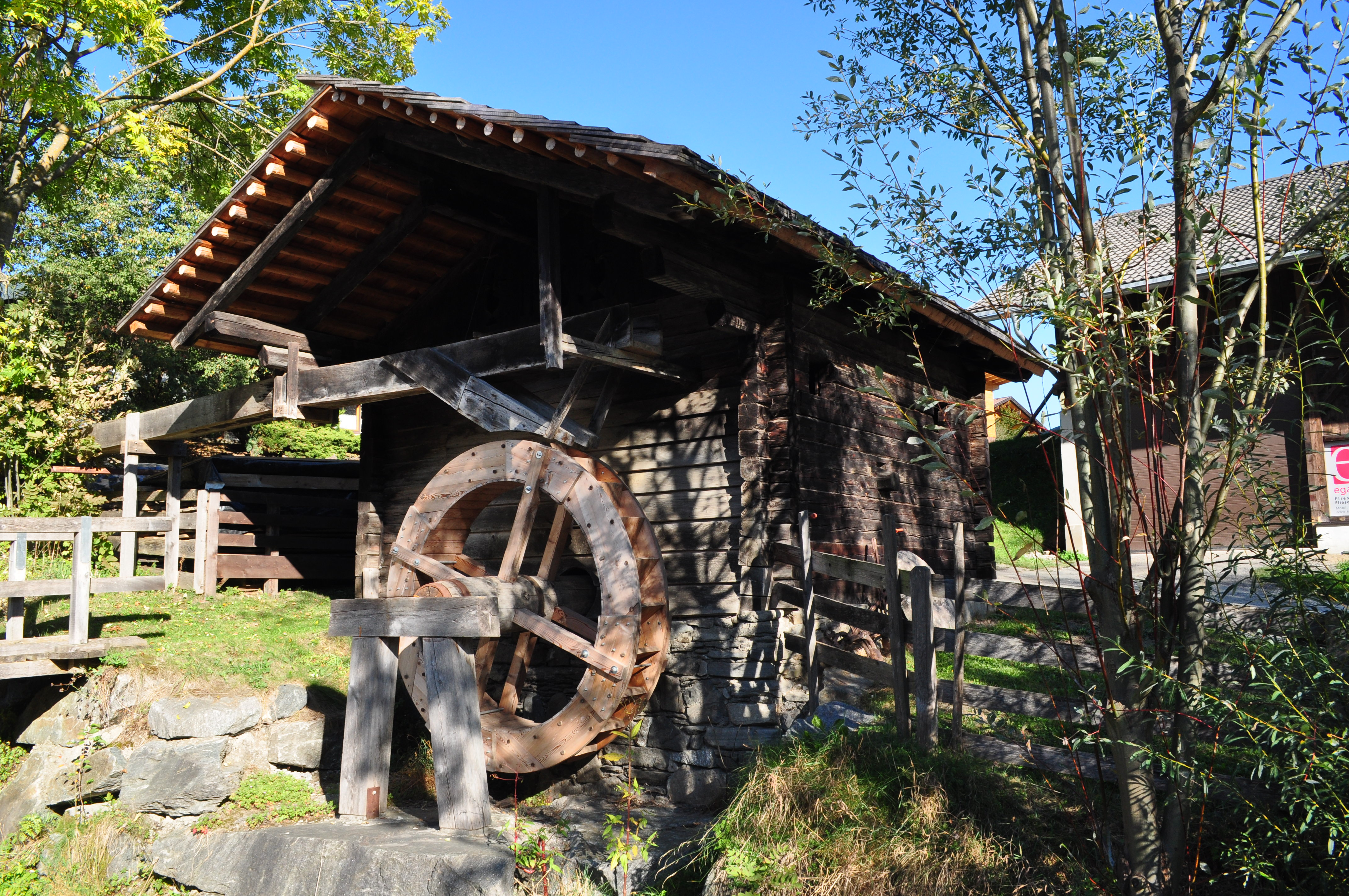
Znopp-Mühle

Das älteste Gebäude des Freilichtmuseums ist der sogenannte Haiglkasten aus der Mitte des 17. Jahrhunderts. Bei dem zum Gebäude Oberlienz Nr. 3 gehörenden Bauwerk handelt es sich um ein zweigeschoßiges, gemauertes Bauwerk mit einem schindelgedeckten Satteldach, das äußerlich durch einfache Architekturmalerei mit Eckquaderung und Faschenrahmung geschmückt wurde. Das nördliche Segmentbogenportal verfügt über ein Inschriftenfeld mit der Jahreszahl 1646.
Bei der 1964/65 übersiedelten Schmiede handelt es sich um eine Huf- und Beschlagschmiede, die sich ursprünglich in der Ortschaft Thal der Gemeinde Assling befand. Sie wurde nach ihrer Übersiedlung in leicht veränderter Form mit ihrer funktionstüchtigen Inneneinrichtung wiedererrichtet. Der eingeschoßige Mauerbau mit brettergedecktem Satteldach verfügt über ein Holzkastengerinne mit Zellenschaufelrad und Wassertrommelgebläse. Im Inneren der Schmiede befindet sich ein Schwarzhammerwerk und ein über eine Riemenscheibe angetriebener Schleifstein.
Bei der Wollkartasche handelt es sich ursprünglich um ein Mühlengebäude, das vermutlich im 19. Jahrhundert errichtet wurde und in der Folge als Kartatsche adaptiert wurde. Die Wollkartasche wurde 1991 in das Freilichtmuseum überführt und wird durch ein unterschlächtiges Schaufelrad mit Holzkastengerinne angetrieben.
Weitere Gebäude des Freilichtmuseums sind die letzte erhaltene Brechelstube von Oberlienz aus der zweiten Hälfte des 18. Jahrhunderts, die im Jahr 1834 errichtete Gemeindesäge und der Moserkasten, einem zweigeschoßigen Kornspeicher in Lesendorf. Der Kornspeicher mit gemauerten Keller- und Erdgeschoß verfügt über eine Freitreppe zum Obergeschoß und eine spätbarocke Architekturmalerei, wobei die Jahreszahl 1778 verewigt wurde.
Zudem gehören die Lamprecht-Oberragger-Mühle und die Zoppmühle zum Freilichtmuseum. Während es sich bei dem erstgenannten Gebäude um ein 1995 anstelle eines Vorgängerbaus errichtetes Gebäudes in Mischbauweise handelt, stammt die Zoppmühle wahrscheinlich aus dem 19. Jahrhundert. Die Mühle verfügt über eine Getreidemühle mit Stampfe, wobei der Antrieb über ein oberschlächtiges Zellenschaufelrad mit Holzkastengerinne erfolgt.